# Union Bank of Nigeria
Union Bank of Nigeria est une banque commerciale nigériane dont le siège social est situé à Marina, sur l'île de Lagos, à Lagos. Elle opère au Nigéria depuis 1917.
Union Bank est une grande banque commerciale au service des particuliers, des PME, ainsi que des grandes entreprises et organisations. En juillet 2009, elle était classée 556e banque mondiale et 14e banque africaine. Au 31 mars 2018, son actif était estimé à 1 381 milliards de nairas (4,1 milliards de dollars américains).

## Histoire
Elle est créée en 1917 en tant que Colonial Bank. Cette dernière est rachetée par Barclays Bank en 1925. Puis elle est nationalisée partiellement en 1972, avant que Barclays se désengage complètement 1979, avant d'être renommée sous son nom actuel.
En 1993, dans le cadre de sa politique de privatisation et de commercialisation, le gouvernement fédéral a cédé ses parts majoritaires (51,67 %) à des investisseurs privés. Ainsi, Union Bank est devenue entièrement détenue par des citoyens et des organisations nigérians.
À la suite de la crise bancaire de 2009 et à l'intervention de la CBN via l'Asset Management Company of Nigeria (AMCON), la banque a été recapitalisée en 2012 grâce à une injection de 500 millions de dollars par Union Global Partners Limited (UGPL), un consortium d'investisseurs locaux et internationaux. UGPL a acquis 65 % des parts de la banque et, au dernier trimestre 2014, les 20 % restants d'AMCON ont été acquis par Atlas Mara.
En décembre 2021, la Banque a annoncé avoir reçu notification d'un accord entre UGPL, Atlas Mara Limited et d'autres actionnaires majoritaires concernant la cession de leur participation dans Union Bank à Titan Trust Bank. Les actionnaires majoritaires d'Union Bank ont transféré un total de 93,41 % du capital social émis d'Union Bank à Titan Bank. Après avoir reçu toutes les approbations réglementaires, la transaction a été finalisée en juin 2022, suivie d'un changement de contrôle. Titan Trust Bank est devenue l'actionnaire majoritaire d'Union Bank. (Titan Trust Bank est détenue majoritairement par TGI Group, un conglomérat nigérian).
L'acquisition des actions a déclenché l'obligation légale et réglementaire pour Titan Trust Bank de lancer une offre publique d'achat obligatoire (OPA) auprès des autres actionnaires d'Union Bank en novembre 2022, puis de procéder à un retrait forcé des actionnaires minoritaires par le biais d'un plan d'arrangement en mai 2023. À la suite de l'acquisition de la totalité des actions d'Union Bank of Nigeria, une demande de radiation des actions d'Union Bank of Nigeria Plc de la Bourse nigériane a été déposée, et la demande a été acceptée en novembre 2023.
À la suite d'une assemblée des actionnaires ordonnée par le tribunal le 28 décembre 2023 et à l'approbation ultérieure du plan, le processus officiel de fusion entre Union Bank of Nigeria et Titan Trust Bank a été conclu, Union Bank of Nigeria devenant l'entité survivante.